# اعتصامات جرينسبورو
اعتصامات غرينزبورو
اعتصامات غرينزبورو كانت سلسلة من الاحتجاجات السلمية التي وقعت في غرينزبورو في كارولينا الشمالية في عام 1960 مما ادت إلى ازالة الفصل العنصري في سلسلة متاجر ولوورث (Woolworth) في جنوب الولايات المتحدة. وعلى الرغم بأنها لم تكن الاعتصامات الأولى لحركة الحقوق المدنية ألا أن اعتصامات غرينزبورو كانت أداة فعالة وتعد الاعتصامات الأشهر في حركة الحقوق المدنية. أدت اعتصامات غرينزبورو إلى زيادة الشعور القومي في فترة حاسمة في تاريخ الولايات المتحدة. حدثت الاعتصامات الرئيسية في غرينزبورو في كارولينا الشمالية في متجر ولوورث، والآن حول إلى مركز ومتحف للحقوق المدنية الدولية.

## الخلفية
على الرغم بأن اعتصام غرينزبورو كان الاعتصام الأكثر أهمية وتأثيرًا في حركة الحقوق المدنية إلا أنه لم يكن الأول، ففي أغسطس عام 1939 نظم المحامي الأسود صامويل ويلبرت تاكر اعتصامًا في مكتبة الإسكندرية في فرجينيا التي كانت قائمة آنذاك. وفي عام 1942 رعى مؤتمر المساواة العرقية اعتصامات في شيكاغو، كما فعلوا كذلك في سانت لويس عام 1949 وكذلك في بالتيمور في عام 1952. وأيضا، نجح اعتصام عام 1958 في ويتشيتا بولاية كانزاس في إنهاء الفصل العنصري في كل مستودعات دوكوم للأدوية في كانزاس.

## خطة النشطاء
قبل أيام من اعتصامات ولوورث، كانوا أربعة غرينزبورو (كما سيعرفون بذلك) يتناقشون حول الطريقة الأفضل لجذب انتباه الإعلام. كانوا الأربعة هم جوزيف ماكنيل (Joseph McNeil)، فرانكلين ماكين (Franklin McCain)، إيزيل بليرالابن (Ezell Blair Jr.)، وديفيد ريتشموند (David Richmond) وهم طلاب سود مستجدين في جامعة ولاية كارولينا الشمالية لزراعة والتقنية. كانوا يجتمعون بالعادة في غرف نومهم لمناقشة ما يمكنهم فعله ضد التمييز العنصري. الأربعة كانوا متأثرين بمارتن لوثر كنغ الابن وممارسته في الاحتجاجية السلمية كانوا راغبين في تغيير التمييز العنصري في غرينزبورو في ولاية كارولينا الشمالية. بدأت رغبة الأربعة في تغيير الفصل العنصري حين أراد ماكنيل خلال عطلة عيد الميلاد في عام 1959 في ركوب محطة " Greensboro Greyhound" للحافلات ولكن تم رفضه.
كانت خطة الأربعة في تغيير الفصل العنصري في ولوورث بسيطة لكن فعالة، فالرجال الأربعة سيشغلون مقاعد في ولوورث المحلي المخصص للبيض وسيطلبون أن تتم خدمتهم وحين يرفض العمال ذلك، لن يغادروا. سيكررون هذه العملية يومًا بعد يوم مهما استغرق الأمر. كان جل تفكيرهم يكمن في جذب الانتباه للقضية على أكبر نطاق لاعتقادهم أنه بذلك ستشعر سياسية ولوورث بالضغط مما يدفعهم لإلغاء الفصل العنصري.

## أحداث في ولوورث
في الأول من فبراير عام 1960 في الساعة الرابعة والنصف مساء، جلس الأربعة في منضدة الغداء داخل محل ولوورث في شارع 132 South Elm في جرينسبورو. عرفوا الرجال لاحقا بأربعة A&T أو بأربعة غرينزبورو. اشتروا فرش أسنان وأغراض أخرى من شباك الملونين بدون مشاكل لكن حين جلس الأربعة على طاولة الغداء وطلب كلن منهم قدح من القهوة تم رفض خدمتهم وذلك وقفا لسياسية المحل بأن العاملين لا يخدمون الرجال السود في الطاولة المخصصة (للبيض فقط). طلب مدير المحل كلارنس هاريس منهم أن يغادروا ومع ذلك المستجدين الأربعة بقوا حتى أغلق المحل في الليل. عاد الأربعة بعد ذلك إلى حرم جامعة شمال كارولينا، حيث قاموا بتوظيف المزيد من الطلاب لينضموا إليهم في اليوم التالي.
في اليوم التالي، الثاني من فبراير عام 1960 كان هناك أكثر من عشرين طالبا أسود انضموا إلى الاعتصام وقد تم تجنيدهم من مجموعات أخرى في الحرم الجامعي. وكانت هذه المجموعة تضم أربعة نساء. كان الطلبة يشغلون أنفسهم بالدراسة خلال جلوسهم من الحادية عشر صباحا حتى الثالثة مساء. وكانت تتم مرة أخرى رفض خدمتهم. وكانوا يتعرضون للمضايقات من قبل العملاء البيض خلال جلوسهم. ومع تصدر الاعتصامات للأخبار المحلية، أصبح الصحفيين ومصوري التلفاز والشرطة متواجدون طوال اليوم. وبالعودة إلى الحرم الجامعي في تلك الليلة، تم تنظيم اللجنة التنفيذية الطلابية للعدل، وأرسلت اللجنة رسالة تطلب من رئيس ولوورث «اتخاذ موقف حازم للقضاء على التمييز». في الثالث من فبراير، زاد العدد إلى 60 معتصم، تضم المجموعة طلابا من مدرسة ثانوية دادالي، وكان ما يقدر بنحو ثلث من المتظاهرين من النساء، العديد منهن طالبات كلية بينيت، وهي كلية تاريخية في غرينزبورو لنساء السود. اثناء انشغال الطلاب السود بقراءة كتبهم والدراسة قام العملاء البيض بمضايقتهم. في حين استمر موظفو الغداء رفض خدمتهم. حضر المرشد الرسمي لولاية كارولينا الشمالية كو كلوز كلان وجورج دورسيت، بالإضافة إلى أعضاء آخرين. بينما قال مقر ولوورث الوطني أن الشركة «ستلتزم بالعرف المحلي» وتحافظ على سياسة الفصل
في الرابع من فبراير شارك أكثر من 300 شخص. ضمت طلاب جامعة كالورونيا الشمالية وجامعة بينت وطلاب ثانوية دادلي وقاموا بملء منطقة الجلوس بأكملها على طاولات الغداء. كما شارك في الاحتجاج ثلاثة طلاب من كلية المرأة في جامعة شمال كارولينا (وهي الآن جامعة شمال كارولينا في غرينزبورو) وهن جيني سيمان، مارلين لوت، وآن درسلي. في ذلك اليوم اتفق المنظمون على توسيع احتجاجات الاعتصام لتشمل طاولات الغداء في متجر كريس في غرينزبورو في ذلك اليوم. اجتمع الطلاب ومديرو الكلية وممثلو متجر ولوورث وكريس للمناقشة، ولكن مع رفض المتاجر للاندماج، لم يتم حل الاجتماع.
شهد الخامس من فبراير بيئة شديدة التوتر على طاولات ولوورث، عندما جلس خمسين رجلا على الطاولة في معارضة للمتظاهرين الذين شملوا الآن طلاباً من البيض. ومرة أخرى، أكثر من 300 شخص كانوا في المتجر قبل الساعة الثالثة بعد الظهر، ازالت الشرطة اثنين من الزبائن الصغار الذين كانوا يشتمون ويصرخون. وقبل أن يغلق المتجر في الساعة 5:30 مساءً ألقت الشرطة القبض على ثلاثة آخرين من الزبائن البيض. أقيم اجتماع آخر بين الطلاب ومسؤولي الجامعات وممثلي المتاجر، ومرة أخرى لم يكن هناك قرار. كان ممثلو المتجر يشعرون بالإحباط لأن بعض المتاجر المعزولة كانت فقط يتم الاحتجاج عليها، وطالبوا بالتدخل من قبل مسؤولي الكلية، بينما اقترح بعض المسؤولين إغلاق مؤقت على الطاولات.
في قاعة هاريسون في يوم السبت السادس من فبراير، التقى أكثر من 1400 طالب من جامعة كارولينا الشمالية في الحرم الجامعي. صوتوا لمواصلة الاحتجاجات وذهبوا إلى متجر ولوورث وملأوا المتجر. احتشد أكثر من ألف متظاهر ومعارض في المتجر بحلول الظهر. حوالي الساعة 1 بعد الظهر، تم تسليم تهديد بوجود قنبلة في الساعة 1:30 مساءً عن طريق الاتصال إلى المتجر، مما تسبب في توجه المتظاهرين إلى متجر Kress ، الذي أغلق على الفور، إلى جانب متجر Woolworth.
في وقت مبكر بعد أسبوع واحد من بدء اعتصامات جرينسبورو، بدأ الطلاب في مدن أخرى بولاية شمال كارولينا باحتجاجاتهم الخاصة. شهدت الاحتجاجات كل من وينستون-سالم، مدينة دورهام، رالي، شارلوت، ومدن خارج الدولة مثل ليكزينغتون، كنتوكي ثم انتشرت حركة الاعتصام إلى مدن جنوبية أخرى، بما في ذلك ريتشموند وفيرجينيا وناشفيل وولاية تينيسي، حيث تدرب طلاب حركة ناشفيل للطلاب على يد الناشط الحقوقي جيمس لوسون، وبدأوا بالفعل العملية عندما وقع احتجاج جرينسبورو. معظم هذه الاحتجاجات كانت سلمية، ولكن كانت هناك حالات من العنف. في مدينة تشاتانوغا بولاية تينيسي، ارتفعت حدة التوتر بين السود والبيض. في مدينة جاكسون، مسيسيبي، قام طلاب من Tougaloo College بالاعتصام في 28 مايو، 1963، روت الآن مودي في سيرتها الذاتية وهي إحدى المشاركات في " Coming of Age in Mississippi " عن معاملة البيض الذين كانوا يتواجدون حين جلوس الطلبة على الطاولة حيث كانوا يصرخون في المتجر وكيف تمكن الطلبة في النهابة من الخروج.
مع استمرار الاعتصامات، بدأ يتصاعد التوتر في غرينزبورو. وبدأ الطلاب بمقاطعة بعيدة المدى للمتاجر مع طاولات غداء منفصلة بين البيض والسود وقد انخفضت مبيعات المتاجر التي تم مقاطعتها بمقدار الثلث، مما دفع أصحابها إلى التخلي عن سياسات الفصل العنصري. يوم الاثنين في الخامس والعشرين من يوليو عام 1960 وبعد خسارة ما يقارب الـ 200,000 دولار (يعادل 7 ملايين دولار في الوقت الحالي) طلب مدير المتجر كلارنس هاريس من ثلاثة موظفين سود أن يغيروا ملابس عملهم ويطلبوا وجبة على الطاولة لتتم خدمتهم وبهذا اصبحوا أول من تتم خدمتهم على طاولات غداء ولوورث وسرعان ما تم إلغاء التمييز العنصري في معظم المتاجر، على الرغم من وجودها في مدن أخرى في تينيسي، مثل ناشفيل وجاكسون، استمر إلغاء التمييز ولوورث حتى عام 1965، على الرغم من الاحتجاجات المتعددة.

## التأثير
على الرغم من ردود الفعل العنيفة في بعض الأحيان على الاعتصامات، الا أن هذه الاعتصامات قد ادت إلى نتائج إيجابية في النهاية.فعلى سبيل المثال تلقت الاعتصاماأيضًا، ما كبيرا من الحكومة ووسائل الأعلام. فعندما عندما بدأ اعتصام ولوورث، نشرت جريدة جرينسبورو مقالات يومية عن نمو وأثر المظاهرة. احتلت عناوين الصحف في مدن أخرى أيضًا، حيث انتشرت المظاهرات عبر الولايات الجنوبية. نشرت صحيفة شارلوت في 9 فبراير 1960 تصف فيها الاعتصامات على مستوى الدولة عن اغلاق العشرات من طاولات الطعام علاوة على ذلك، في 16 مارس 1960، أعرب الرئيس أيزنهاور عن قلقه عن الذين كانوا يناضلون من أجل حقوقهم الإنسانية والمدنية، قائلا إنه «متعاطف بشدة مع الجهود التي تبذلها أي مجموعة للتمتع بحقوق المساواة التي يضمنها لهم الدستور.» وكان هذا عاملاً في تشكيل لجنة التنسيق الطلابية اللاعنفية (SNCC)
في العديد من المدن، كانت الاعتصامات ناجحة في تحقيق إنهاء الفصل العنصري في المطاعم وغيرها من الأماكن العامة. فطلاب ناشفيل، الذين كانوا يخططون للقيام باعتصامات قد بدأوا بعد أيام من مجموعة غرينزبورو حصلوا على إلغاء الفصل العنصري في المطاعم في وسط المدينة في مايو 1960. اخذت وسائل الإعلام هذه القضية وغطتها في جميع أنحاء البلاد، بدءا من طاولات الغداء إلى الاعتصامات في اماكن أخرى عامة، بما في ذلك مرافق النقل والمعارض الفنية والشواطئ والمتنزهات وحمامات السباحة والمكتبات، وحتى المتاحف في جميع أنحاء الجنوب. وكفل قانون الحقوق المدنية لعام 1964 إلغاء الفصل العنصري في الأماكن العامة.
شارك أكثر من 70000 شخص في الاعتصامات. حتى انهم امتدوا إلى ولايات شمالية مثل أوهايو وولاية نيفادا الغربية. واحتجت الاعتصامات على حمامات السباحة المنفصلة، وطاولات الطعام، والمكتبات، ومرافق النقل، والمتاحف، والمعارض الفنية، والمتنزهات والشواطئ. بمجرد إبراز مثل هذه الممارسات، يمكن للطلاب أن يدّعوا أنهم لعبوا دوراً هاماً في تاريخ حركة الحقوق المدنية
في عام 1993، حصل معهد سميثسونيان على أربعة جزء من مقاعد طاولة الغداء. ويحتوي المركز الدولي للحقوق المدنية ومتحف غرينزبورو في كارولينا الشمالية، على الجزء الباقي من طاولات الطعام في شكله الأصلية داخل المتجر، إلى جانب صور المتظاهرين الأربعة الأصليين، والجدول الزمني للأحداث، وعناوين الأخبار من وسائل الإعلام. تم تغيير اسم الشارع الجنوبي للموقع إلى " February One Place " " مكان الأول من فبراير، في ذكرى تاريخ أول اعتصام في غرينزبورو